# 摩耶駅

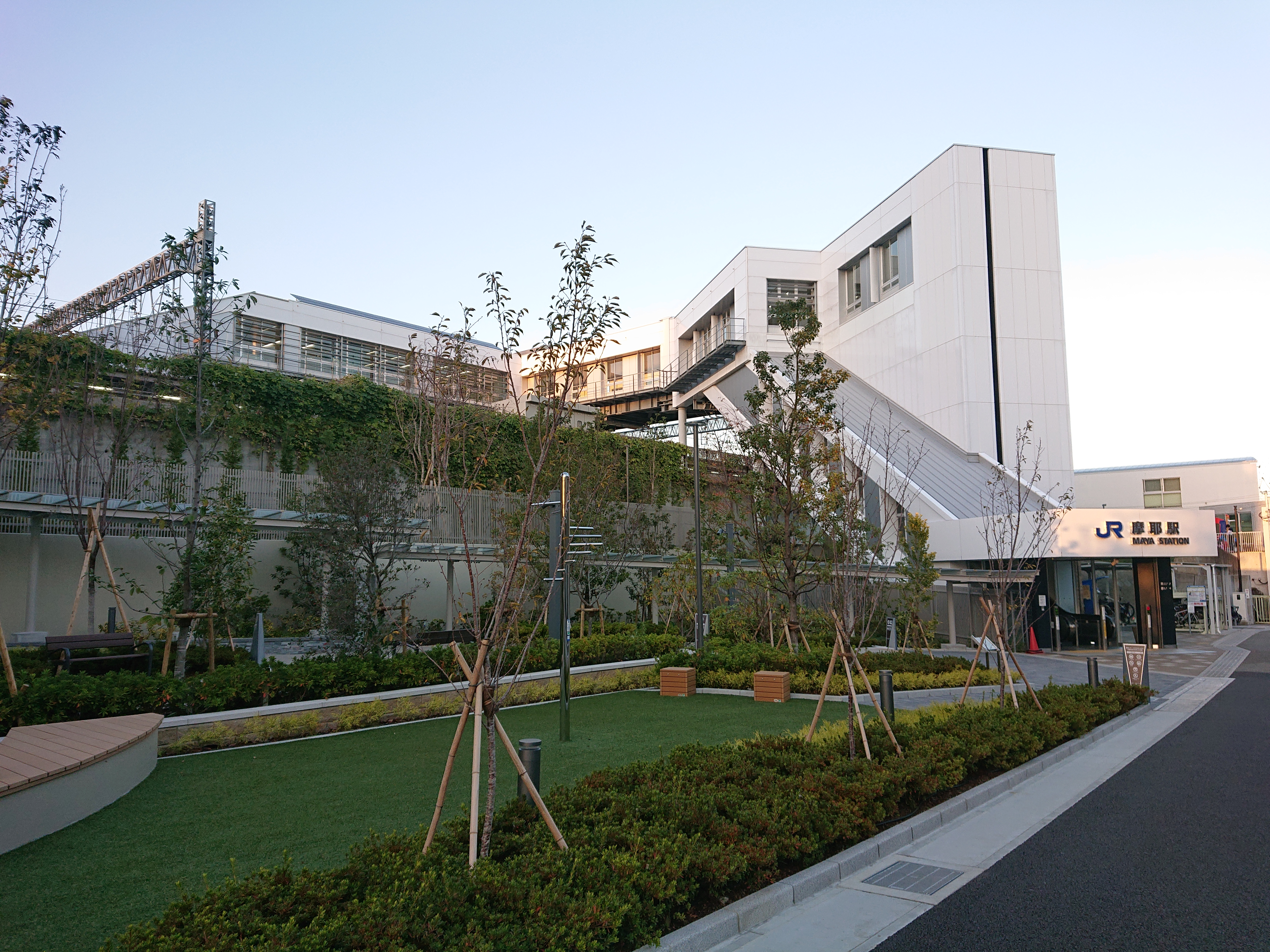
駅南側（2019年11月）

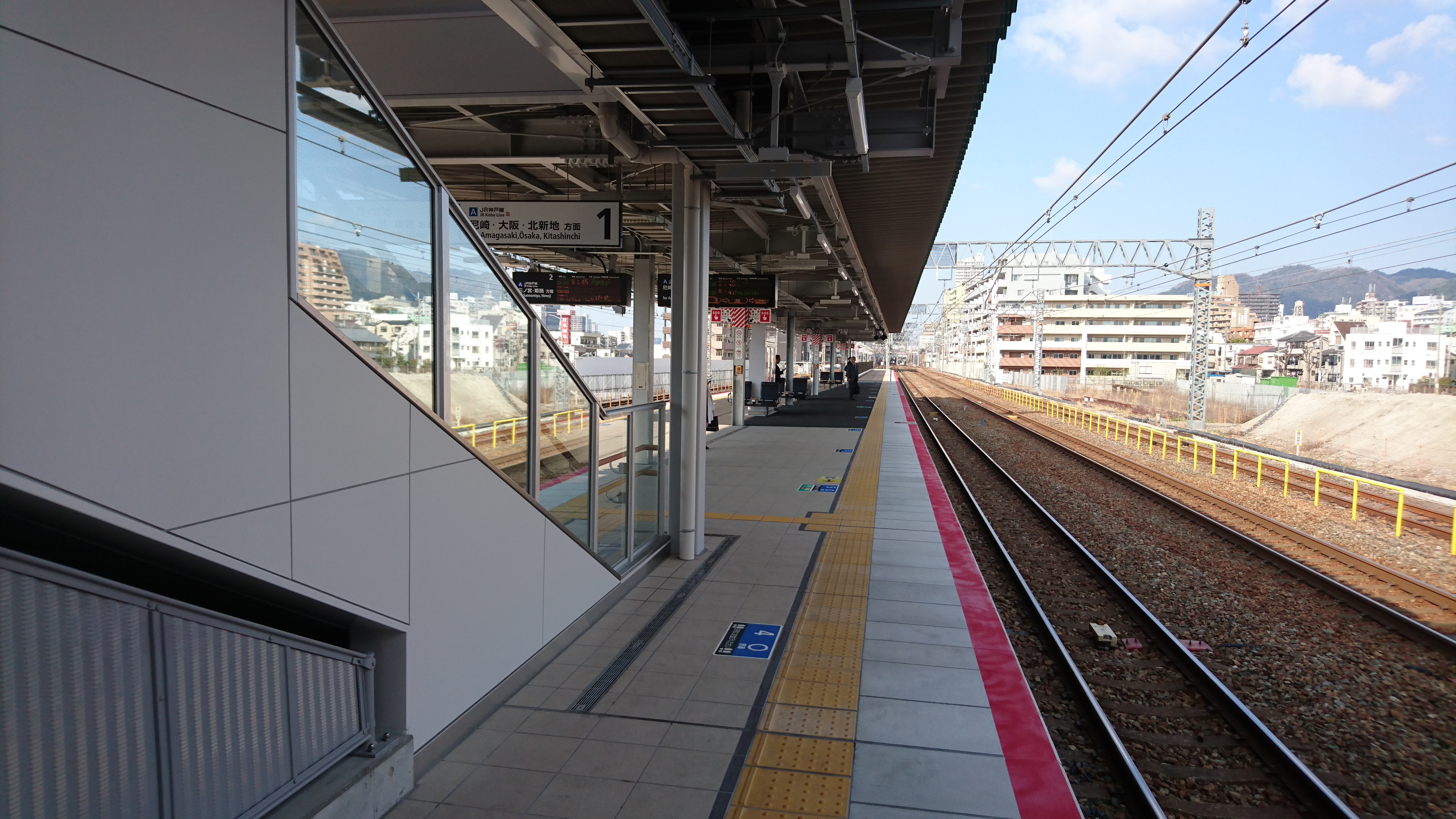
プラットホーム（2016年3月）

摩耶駅（まやえき）は、兵庫県神戸市灘区灘南通五丁目にある、西日本旅客鉄道（JR西日本）東海道本線の駅である。駅番号はJR-A59。「JR神戸線」の愛称区間に含まれている。

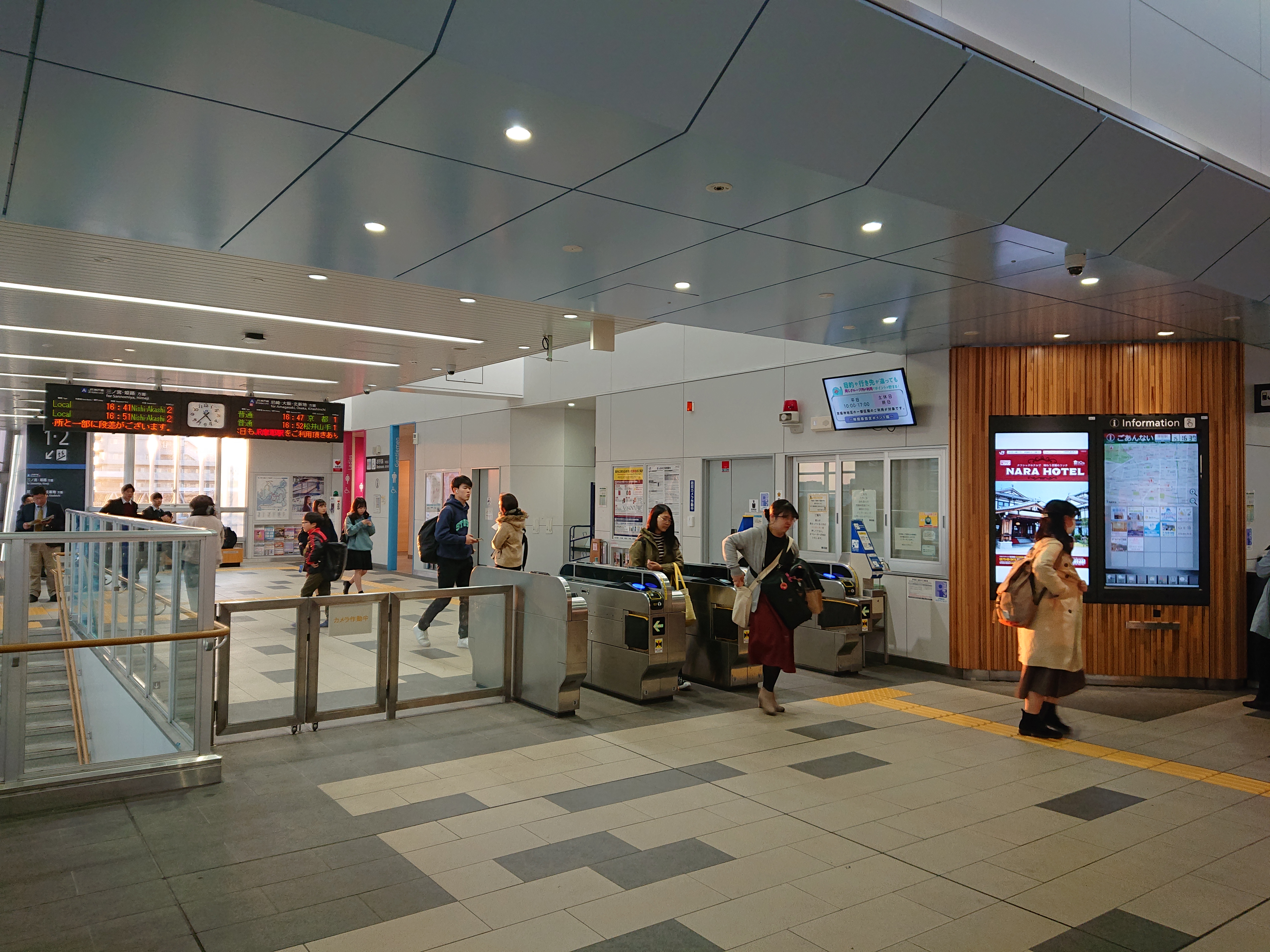
改札

## 歴史

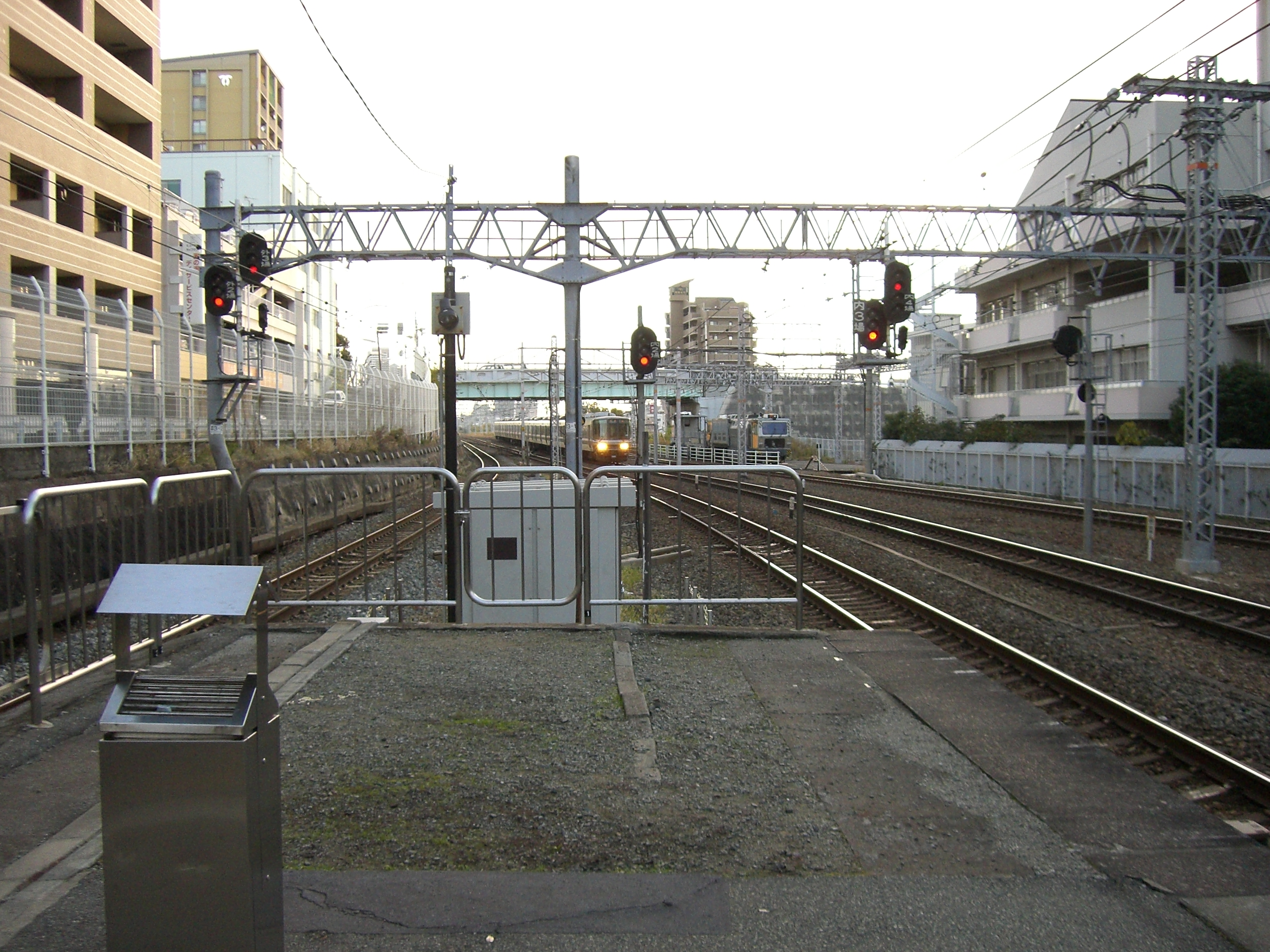
灘駅から望む。構内では元東灘信号所への場内信号が複数並ぶ。内側線からもこの場内信号を抜け外側待避線路に進入できる。青陽東養護学校がある所には以前保線基地があった。右側の保線車両はその保線基地への入口跡。

1972年まで東灘駅という貨物駅で、神戸港駅へ向かう支線（通称：神戸臨港線）が分岐していた。当駅と神戸港駅の間から神戸製鋼所神戸製鉄所岩屋地区（現在は閉鎖）への専用線が分岐していた。
1972年10月1日に貨物の取り扱いが廃止され、操車場に格下げされ東灘操車場となった。更に1981年4月1日には貨物輸送の削減と方針転換で役目を終え東灘信号場となった。2003年12月1日の神戸貨物ターミナル駅開業により神戸臨港線が廃止されると、営業旅客列車を先に通すため、貨物列車や回送列車の待避、異常時の列車留置に使われるようになった。複々線の両側にそれぞれ1本の待避線が設けられており、長大貨物列車の待避に備えて総延長は1kmほどある。なお、2000年3月11日から2002年10月4日までは日中の快速がこの信号場を利用して外側線と内側線の間を移動していた。また、留置線や待避線も多く存在していたが、前述した貨物支線の廃止によりその大部分が撤去されている。
信号場は灘駅の東にあるということから「東灘」と命名されたが、所在地は東灘区ではなく灘区である（東灘区の設置は1950年であり、「東灘」の名前としては区より早い時期に使われていた）。また、阪神本線の西灘駅や阪急神戸線の王子公園駅（旧・西灘駅）とはほぼ南北に並んだ位置関係にあり、更に灘駅、王子公園駅共々灘区内では相対的に西側となる。当駅の北側は神戸保線区の資機材置場としても使われている。

### 旅客駅化
2010年12月14日にJR西日本から六甲道駅 - 灘駅間に旅客駅を開業させることが発表され、ひらがな表記のまや駅という仮称で表記されていたが、2015年10月2日に駅名は漢字表記の摩耶駅とすることが発表された。駅名の由来は、「摩耶山」「摩耶埠頭」「摩耶出入口」「フェニックスプラザ摩耶」などの近隣施設に広く使用されており、なじみやすい名称であるためとしている。当駅の営業キロは以前の東灘信号場と同一となっており、信号場を駅へ格上げする形となる。いわゆる請願駅ではなく、JR西日本が約40億円と見積もられる建設費を全額負担して建設された。
ホームは島式1面2線（内側線のみ）で、駅舎は橋上駅舎として建設された。また、神戸方に上り線から下り線への渡り線を設置し、JR神戸線のダイヤが乱れた際の運転整理を円滑に行えるようにされた。当駅開業前では、この区間で上り列車が運休になると姫路以西からの列車がすべて西明石で運転打ち切りとなっていたが、この渡り線の新設により西明石 - 三ノ宮間の運行を確保できるようにする。ただし折り返し設備は西隣の灘駅にも設置されている。
この新駅では、列車がブレーキをかける際に発生する回生電力をそのまま駅の電力に活用できる「直流電力変換装置」を導入するとともに、太陽光発電システムも導入するなど、様々なエコメニューが用意されている。

### 年表
- 1904年（明治37年）2月1日：官設鉄道の灘信号所として開設[10]。
- 1907年（明治40年）8月20日：神戸港駅へ至る貨物支線の開通と同時に灘聯絡所に改称[10][11]。
- 1910年（明治43年）10月1日：灘駅として開業（貨物駅）[10][11]。
- 1917年（大正6年）12月1日：現在の灘駅が開業したことに伴い、東灘駅に改称（貨物駅）[10][11]。
- 1972年（昭和47年）10月1日：貨物の取り扱いが廃止され、東灘操車場に格下げ[10]。
- 1981年（昭和56年）4月1日：規模を縮小し、東灘信号場に格下げ[10]。
- 1987年（昭和62年）4月1日：国鉄分割民営化により、西日本旅客鉄道（JR西日本）の信号場になる[10]。
- 2003年（平成15年）12月1日：神戸港駅への貨物支線（神戸臨港線）が廃止される。
- 2004年（平成16年）8月7日：廃止された神戸臨港線に残っていた線路の撤去が完了。
- 2005年（平成17年）11月26日：留置線と待避線の撤去が完了。
- 2010年（平成22年）
  - 10月7日：JR西日本が新駅設置の方針を固める[6]。
  - 12月14日：JR西日本が新駅を設置することを正式発表[8]。仮駅名はまや駅であった。
- 2013年（平成25年）5月2日：まや駅（仮称）の駅建設工事が開始される。
- 2015年（平成27年）
  - 10月2日：JR西日本が正式駅名を摩耶駅に決定[2]。
  - 12月11日：摩耶駅の建設現場にて足場が倒壊し、線路を支障する事故が発生[12]。
- 2016年（平成28年）3月26日：東灘信号場を旅客駅に格上げする形で摩耶駅が開業[2][7]。
- 2018年（平成30年）3月17日：駅ナンバリングが導入される[13]。

## 駅構造
内側・緩行線の上下線間に島式ホーム1面2線を持つ地上駅で、橋上駅舎を有する。外側・列車線にはホームは設置されていないが、上下線それぞれに待避線が設けられており、貨物列車の待避などに使われている。
アーバンネットワークエリアに属しており、ICOCA及び交通系ICカードが利用可能。
開業当初からみどりの窓口は設置されていないが、みどりの券売機プラスが設置されている。

### 接近メロディ
2007年（平成19年）3月18日以降に開業したJR京都線・JR神戸線の新駅には、駅独自の接近メロディが導入されていたが、当駅には導入されておらず、JR神戸線標準接近メロディの「さざなみ」の音質をアレンジしたものが流れる。

### のりば
| のりば | 路線     | 方向 | 行先             |
| ------ | -------- | ---- | ---------------- |
| 1      | JR神戸線 | 上り | 尼崎・大阪方面   |
| 2      | JR神戸線 | 下り | 三ノ宮・姫路方面 |

- 2番のりばは8両編成対応、1番のりばは12両編成対応で、通常時は西明石方面の4両編成分はロープで閉鎖されている。これは前述の通り、当駅以東での輸送障害時に最大12両編成で運転される快速を1番のりばで折り返すためである。ただし、三ノ宮駅 - 当駅間は回送扱いとなる。

## ダイヤ
上下とも、普通列車が毎時8本が発着する。朝夕は本数が増加する。

## 利用状況
「兵庫県統計書」によると、2022年度の1日平均乗車人員は6,251人である。
「神戸市統計書」（神戸市企画調整局総合計画課・編）及び「兵庫県統計書」によると、開業以降の1日平均乗車人員は以下の通りである。
| 年度   | 1日平均 乗車人員 | 出典   |
| ------ | ---------------- | ------ |
| 2016年 | 3,830            | [ 16 ] |
| 2017年 | 4,806            | [ 17 ] |
| 2018年 | 5,513            | [ 18 ] |
| 2019年 | 5,785            | [ 19 ] |
| 2020年 | 5,241            | [ 20 ] |
| 2021年 | 5,729            | [ 21 ] |
| 2022年 | 6,251            | [ 22 ] |

## 駅周辺

### 北口
- JR摩耶駅NKビル
  - 医療法人寛仁会 吉田アーデント病院
(以前は王子動物園前にあった)
  - Foods Market satake
- セブンイレブン ハートイン灘北通り６丁目店
- 水道筋商店街
  - スーパーマルハチ 王子公園店
- 灘中央筋商店街
(スーパーマルハチの創業地があった)
- 兵庫県道198号東灘停車場線
- 神戸水道筋郵便局
- ハローワーク灘
- 阪急電鉄神戸本線王子公園駅

### 南口
- 神戸灘南郵便局
- 国道2号
- 神戸市立西灘小学校
- 阪神電気鉄道本線西灘駅
- フェニックスプラザ摩耶

### バス路線
みなと観光バス
- 51系統：水道筋口・摩耶ケーブル下・JR灘駅方面

## 隣の駅
西日本旅客鉄道（JR西日本）
 JR神戸線（東海道本線）
■新快速・■快速
通過
■普通（JR東西線・学研都市線内で区間快速、快速となる列車を含む）
六甲道駅 (JR-A58) - 摩耶駅 (JR-A59) - 灘駅 (JR-A60)

### かつて存在していた路線
日本貨物鉄道（JR貨物）
東海道本線貨物支線（神戸臨港線、2003年12月1日廃止）
東灘信号場 - 神戸港駅